# بنیفاتو
بِنیفاتو (به اسپانیایی: Benifato) دهستانی در استان آلیکانتهٔ اسپانیا است.
در این دهستان ۱۹۴ نفر زندگی می‌کنند. مساحت این دهستان ۱۱٫۹۱ کیلومتر مربع است.